# Pańska Góra (Góry Bardzkie)
Pańska Góra, Mężyk (niem. Herrnberg, Herren Berg) – wzgórze (381 m n.p.m.) w południowo-zachodniej Polsce, w Sudetach Środkowych, w Grzbiecie Zachodnim Gór Bardzkich.
Wzniesienie położone około 2,0 km na północ od centrum miejscowości Barda, w północno-zachodniej części Gór Bardzkich, w Grzbiecie Zachodnim.
Małe wzniesienie w kształcie kopuły o łagodnych zboczach i mało podkreślonym wierzchołkiem. Stok południowo-zachodni jest łagodny i łączy się z Lisiurą i Różańcową. Zbocza północno-zachodnie i południowo-wschodnie są podcięte krótkimi dolinkami bezimiennych potoków, dopływów Studwi. Zbocze północno-zachodnie jest najdłuższe i opada stromo do Obniżenia Podsudeckiego, będącego częścią Przedgórza Sudeckiego. Ta asymetryczna budowa została zapoczątkowana w trzeciorzędzie, gdy w czasie orogenezy alpejskiej Sudety, wraz z całym Masywem Czeskim, zostały podniesione wzdłuż sudeckiego uskoku brzeżnego w stosunku do bloku przedsudeckiego (Przedgórza Sudeckiego). Od tego czasu wzmogła się erozja krawędziowej partii Gór Bardzkich.
Wzniesienie zbudowane jest z dolnokarbońskich szarogłazów, zlepieńców i łupków ilastych struktury bardzkiej.
Wzniesienie tylko częściowo, w pobliżu wierzchołka, porasta pas lasu. Na szczycie wzniesienia ruiny umocnień fortyfikacyjnych z 1813 r. związane z Twierdzą Srebrnogórską o nazwie "Szwedzkie Szańce" (nazwa nieokreślonego pochodzenia).